# Dème des Sicyoniens
Le dème des Sicyoniens (grec moderne : Δήμος Σικυωνίων, Dímos Sikyoníon) est un dème (municipalité) de la périphérie du Péloponnèse, dans le district régional de Corinthie, en Grèce. 
Il a été créé dans le cadre du programme Kallikratis (2010) par la fusion des dèmes de Sicyone, Stymphale et Phénéos, devenus des districts municipaux. Il porte le nom des habitants de la cité antique de Sicyone.
Son siège est la localité de Kiáto.